# Magicka

File:Magicka logo

Magicka is een online role-playing game voor Microsoft Windows-pc's, gebaseerd op de Noordse mythologie. Het spel is ontwikkeld door Arrowhead Studios. Het werd op 25 januari 2011 uitgebracht door Steam, een online gamewinkel. Het spel is gemaakt door acht studenten en verkocht meer dan 200.000 kopieën in de eerste 17 dagen.

## Verhaallijn
De verhaallijn van Magicka draait rond vier magiërs die tegen een duistere tovenaar moeten vechten om het land van chaos te bevrijden. Het spel zit vol met humor en referenties naar films, games en de internetpopcultuur. De wereld van Magicka is gebaseerd op de wereld van de Noorse mythologie.

## Gameplay
Magicka is een rollenspel waarbij het personage van de speler in het midden van je scherm blijft terwijl hij loopt en de achtergrond beweegt. Het spel kent zowel een singleplayer als multiplayer-versie voor maximaal vier spelers.
Het verschil tussen Magicka en andere rollenspellen is dat het niet focust op het uitbouwen van een personage. Er is geen "mana bar" of andere soort energie meter die de speler ervan weerhoudt zoveel spreuken te gebruiken als hij wil. Er zijn wel wapens die monsters laten vallen, maar die zijn heel moeilijk te bemachtigen. Wapens houden niet alleen zwaarden en hamers in, er is ook een M60 aanwezig waar de speler mee kan schieten.
Elke speler heeft een magische staf die hij gebruikt om spreuken te gebruiken. Later in het spel is het mogelijk om staven te bemachtigen met speciale bonussen.
Er worden veel referenties gemaakt naar het feit dat Magicka geen ordinaire RPG is. Een vrouw zegt bijvoorbeeld, nadat je haar hebt bevrijd van een aantal goblins; "I would give you some coins or something, but this game lacks an inventory..."

### Spreuken en elementen
Er zijn acht verschillende basiselementen en 2 mixelementen om te combineren, zodat men sterkere en betere spreuken kan gebruiken. Hieronder staat een lijst met alle elementen en de desbetreffende toets die je in moet drukken als je op een qwerty-toetsenbord speelt.
- Water (Q)
- Leven (W)
- Schild (E)
- Koude (R)
- Bliksem (A)
- Arcane (Geheimzinnigheid) (S)
- Aarde (D)
- Vuur (F)

Er zijn ook combinaties van verschillende elementen beschikbaar
- Water en vuur maken het stoom element. (Q+F)
- Water en Koude maken het ijs element. (Q+R)

Elke spreuk kan als het standaard element type, op jezelf (self) of om je heen (area) gebruikt worden. Om een spreuk te gebruiken duwt de speler de verschillende knoppen in die gelinkt zijn aan de elementen om ze te combineren en druk dan op de rechtermuisknop om een krachtige spreuk te gebruiken.
| Element              | Type       | Effecten                                                               | Relatie/Tegenpool      |
| -------------------- | ---------- | ---------------------------------------------------------------------- | ---------------------- |
| Water                | Spray      | Duwt tegenstander weg, maakt nat                                       | Gevaarlijk met Bliksem |
| Vuur                 | Spray      | Panikeert zwakke tegenstanders, Langzame burn damage                   | Tegenpool van Koude    |
| Bliksem              | n.v.t.     | Effectief tegen metalen pantsers of natte tegenstanders                | Tegenpool van Aarde    |
| Aarde                | Projectiel | Grote schade, knock-down                                               | Tegenpool van Bliksem  |
| Koude                | Spray      | Bevriest tegenstanders, en laat ze langzamer bewegen                   | Tegenpool van Vuur     |
| Schild               | n.v.t.     | Beschermt, voor muren, landmijnen en een soort tijdelijk schild-armour | Tegenpool van Schild   |
| Arcane               | Straal     | Explosief, volgt doelwit                                               | Tegenpool van Leven    |
| Leven                | Straal     | Genezend, volgt doelwit                                                | Tegenpool van Arcane   |
| Mixen                |            |                                                                        |                        |
| Stoom (water + vuur) | Spray      | Panikeert zwakke tegenstanders, maakt nat                              | Tegenpool van Koude    |
| IJs (water + koude)  | Projectiel | Doorboort doelwitten, heeft een soort shotgun-effect                   | Tegenpool van Vuur     |

### Tegenpool-elementen
Als je een spreuk opsomt, kan het zijn dat een bepaalde combinatie onmogelijk is. Dit komt dan omdat er twee of meer types zijn die elkaar tegenwerken. Voorbeelden zijn vuur en koude, zodra deze beide in de spreuk worden gedaan verdwijnen ze allebei. Water is geen tegenpool van vuur, maar van bliksem, om het ingewikkelder te maken, is bliksem juist weer géén tegenpool van water, hoewel als de gebruiker van een bliksem-spreuk nat is, zal hij of zij ongeveer 20% van zijn of haar levenspunten verliezen. Schild is de tegenpool van zichzelf, en dus kun je maar één schild per spreuk doen. Zo zijn nog veel meer tegenpolen, zoals stoom tegen koude, en arcane tegen life (omdat arcane puur is gemaakt voor krachtspreuken en life voor heelspreuken, zou dit elkaar tegenwerken).